# المجلس العمومي العثماني
المجلس العمومي العثماني (بالتركية العثمانية: مجلس عمومي)، هو أول محاولة للديمقراطية التمثيلية على المستوى الإمبراطوري في الدولة العثمانية. اشتهر باسم البرلمان العثماني، وكان يتكون من غرفتين، الغرفة العليا (مجلس أعيان)، والغرفة السفلى (مجلس مبعوثان).
وفُتح المجلس العمومي بغرفتيه في 19 مارس 1877 باحتفال أُقيم في قصر دولمه باهتشه في إسطنبول، وفقاً للقانون الاساسي للمجلس المُسمى بالمجلس العمومي. وعند افتتاحه ألقى السلطان عبد الحميد خطبة عن أسباب انحطاط الدولة وتأخرها، وما يلزم من الإصلاحات ونشر التعليم والمساواة بين الجميع والعدل في الأحكام، عطل المجلس في فترة تقارب الثلاثين عاماً 13 صفر 1295 هـ/14 فبراير 1878، حتى 23 جمادى الآخر 1326 هـ/23 يوليو 1908. وقد شغل في بدايته بناية جامعة إسطنبول في 20 مارس 1877 في عهد السلطان عبد الحميد.
أُغلق المجلس الذي فُتح من جديد في 18 ديسمبر 1877 عقب الانتخابات العامة الثانية التي أُقيمت بعد ذلك في 17 فبرلير 1878 من قبل السلطان عبد الحميد الثاني من خلال سلطاته التي منحها له القانون الاساسي.
جاء المجلس الأخير أثناء فترة المشروطية الثانية التي جاءت بإصلاحات ومشاركة الأحزاب السياسية وتشريع قانون للانتخابات فكان أول مجلس يأتي في ظل قانون انتخابي.كان يحق للذين أعمارهم ما بين 25-30 التصويت في الانتخابات. افتتح المجلس الجديد أعماله في 17 ديسمبر 1908 .
اشتهر السلطان عبد الحميد الثاني أنه أوّل سلطان دستوري في تاريخ الدولة العثمانية، فقد أعلن دستورًا للبلاد بعد أن أقنعه زعيم تكتل «اتفاق الحمية» مدحت باشا أن الإقدام على هذا العمل يجعل الدول الأوروبية تتوقف عن تدخلها في الشؤون الداخلية للدولة لا سيما وإنه سيُصلح وضع الرعايا المسيحيين في البلقان والشام. تشكلت لجنة عامة برئاسة مدحت باشا، ولجان فرعية لدرس مشروع الدستور قبل إصداره، وانتهت بعد مداولات طويلة إلى وضع هيكل للنظام البرلماني يقوم على مجلسين: مجلس شيوخ، يُطلق عليه «مجلس الأعيان»، ومجلس نواب يُطلق عليه «مجلس المبعوثان».

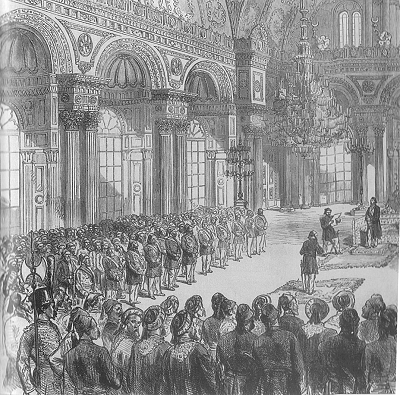
حفل إعلان الدستور العثماني وافتتاح البرلمان.

جعل الدستور للسلطان الحق في تعيين أعضاء مجلس الأعيان مدى الحياة، على أن لا تقل سن العضو عن أربعين عامًا، أما مجلس المبعوثان فكان أعضاؤه يأتون بإجراء انتخابات عامّة.
كان المجلسان يجتمعان كل سنة في دورة عاديّة، تبدأ في الأول من شهر نوفمبر وتنتهي في آخر شهر فبراير، ويحق للسلطان تقديم موعد الدورة أو اختصار مدتها. كانت الحكومة هي التي تقترح التشريعات الجديدة على البرلمان، أما اقتراحات أعضاء المجلسين فيجب أن تُعرض على السلطان، فإذا وافق عليها يُحيلها إلى البرلمان عن طريق مجلس الدولة الذي يوافق عليها، وينتهي الأمر بصدور موافقة السلطان، أما إذا رفض أحد المجلسين مشروع قانون فلا يعيد النظر فيه في دورة انعقاده نفسها.
الواقع أن الحياة الدستورية، بمعناها الحديث، في عهد السلطان عبد الحميد الثاني، مرّت بمرحلتين:
بدأت المرحلة الأولى بصدور الدستور في 23 ديسمبر سنة 1876م، الموافق فيه 6 ذي الحجة سنة 1293هـ، وانتهت بحل البرلمان وإيقاف العمل بالدستور في 14 فبراير سنة 1878م، الموافق فيه 11 صفر سنة 1295هـ.
بدأت المرحلة الثانية حين قرر السلطان عبد الحميد إعادة العمل بالدستور في شهر يوليو من عام 1908م، واستمرت إلى ما بعد عهده، حيث انتهت في 18 مارس سنة 1920م، الموافق فيه 26 جمادى الآخرة سنة 1338هـ، حين قرر البرلمان إيقاف جلساته إلى أجل غير مسمّى، ثم أصدر السلطان محمد السادس في 11 أبريل من نفس العام قرارًا بحله.
وجاء إنهاء المجلس بسب احتلال الحلفاء لإسطنبول من بعد خروج الدولة العثمانية مهزومة من الحرب العالمية الأولى وتوقيع الدولة العثمانية على اتفاقية مودروس لوقف إطلاق النار. وبعد حلّ الدولة العثمانية، خلفه الجمعية الوطنية الكبرى لتركيا، والذي تشكّل بمعظم أعضاء المجلس التشريعي العثماني السابق.

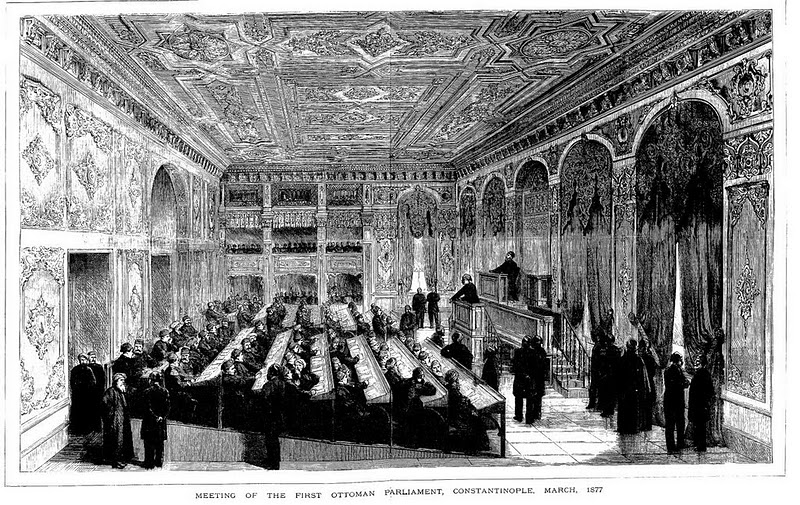
البرلمان العثماني 1877